# Les Chauves-Souris

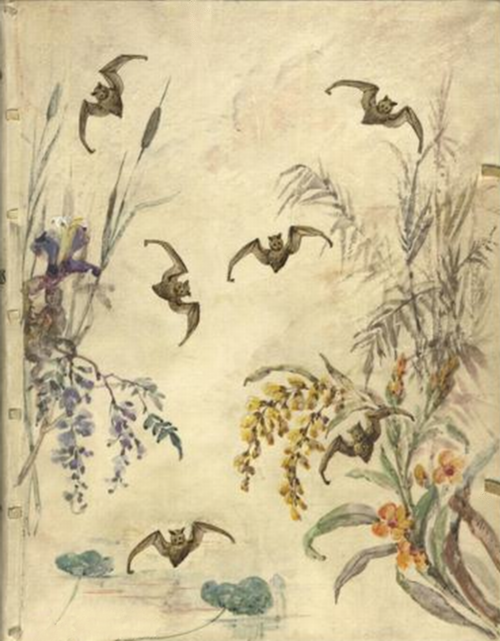
Ilustração do livro, por Antonio de La Gandara.

Les Chauves-Souris (Os Morcegos) é o título da primeira coleção de poemas publicado por Robert de Montesquiou. Este é  um dos livros pelos quais o conde continua sendo mais lembrado. Recebido entre crítica severas e louvores extasiados, a obra não  deixou de passar despercebida e fez grande furor nos salões mundanos da época.
Montesquiou, grande admirador dos escritores irmãos franceses Goncourt, ofereceu-lhes uma edição super luxuosa. Impressionado pelo tamanho e o luxo do livro, Edmond de Goncourt (1822-1896) registrou um comentário bastante reticente nos seus diários quanto à qualidade literária do escritor: "(O livro) é louco, sem sombra de dúvidas, mas não sem  inteligência, e muito menos sem talento. […] Oh! meu Deus! se Montesquiou-Fezensac fosse um boêmio como Villiers de l' Isle-Adam (1838-1889), era um frequentador de cervejaria, encontrar-se-ia aí  talvez um poeta extraordinário. Mas ele nasceu bem, é rico, e pertence à elite. Nao se encontrará aí senão o barroco."